# Neue Pfarrkirche Stans

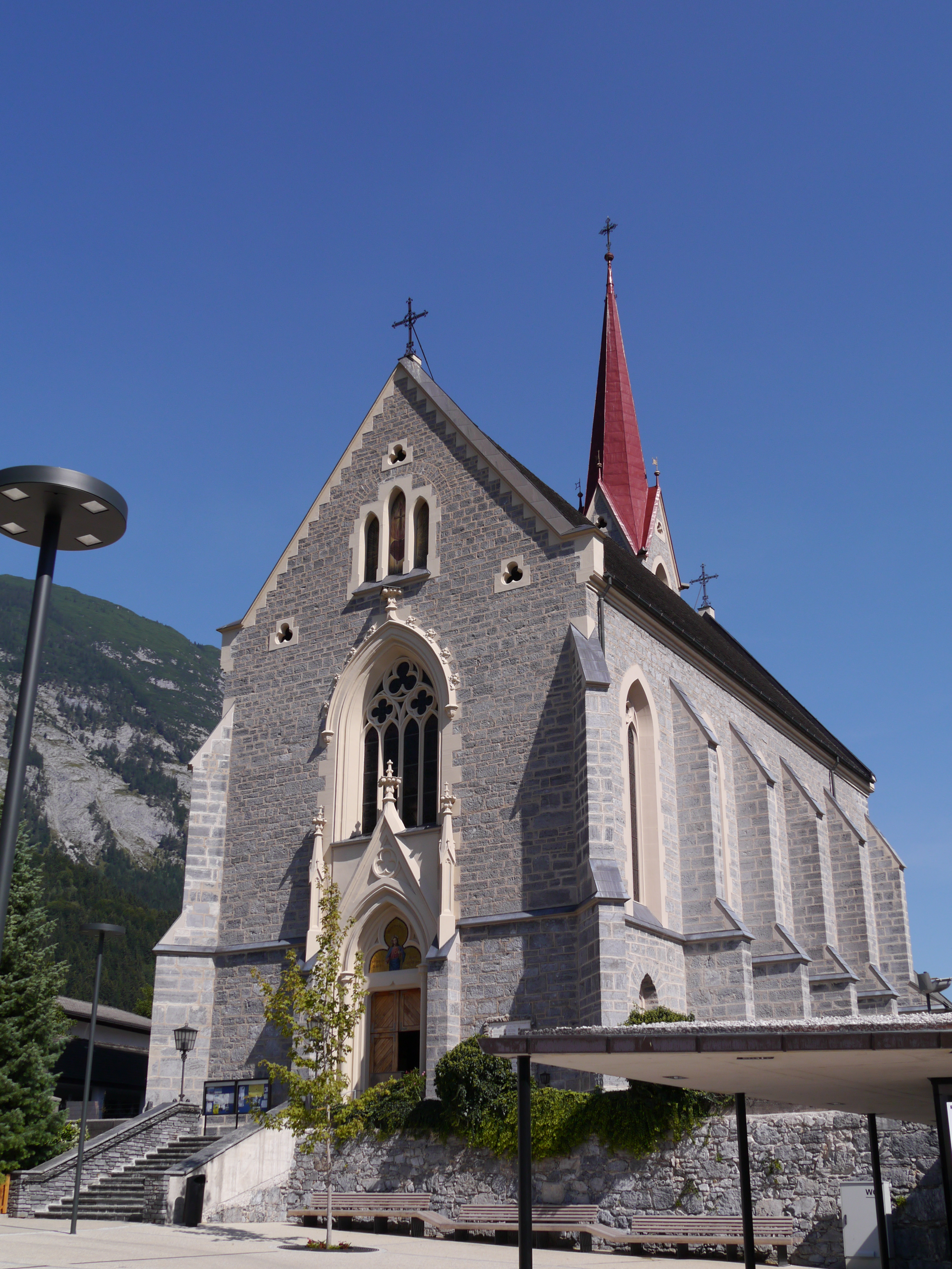
Neue Pfarrkirche Herz Jesu in Stans in Tirol

Die römisch-katholische Neue Pfarrkirche Stans steht im Dorf der Gemeinde Stans im Bezirk Schwaz im Bundesland Tirol. Die dem Patrozinium Herz Jesu unterstellte Pfarrkirche gehört zum Dekanat Schwaz in der Diözese Innsbruck. Die Kirche und der Friedhof stehen unter Denkmalschutz (Listeneintrag).

## Geschichte
Die Kirche wurde von 1884 bis 1885 vom Baumeister Peter Huter erbaut.

## Architektur
Die neugotische Kirche ist von einem Friedhof umgeben.
Das Kirchenäußere zeigt das Gebäude mit Strebepfeilern, der Nordturm trägt einen Spitzhelm.
Das Kircheninnere zeigt ein fünfjochiges Langhaus und einen eingezogenen zweijochigen Chor, beide unter Kreuzrippengewölben.
Die Fresken schufen Heinrich Kluibenschädl 1896 und August Wagner 1904, im Chor Heilige Familie und die Heiligen Aubet, Cubet, Guerre, und die Seligen Thomas Lazzarini, Agnes Stainer und Maria von Mörl, am Chorbogen Aufstieg der Seligen in den Himmel und vier Benediktinerheilige, im Langhaus Heilige in Vierergruppen.

## Einrichtung
Der neugotische Hochaltar aus 1896 ist eine Kopie des Altares in der Minoritenkirche in Brüssel, er zeigt die Reliefs Fußwaschung und Abendmahl und die Figuren Kreuzigung aus dem Anfang des 20. Jahrhunderts und die Figuren der Heiligen Laurentius und Ulrich um 1515.
Der linke neugotische Seitenaltar zeigt die Figur Maria mit Kind um 1515 und seitlich das Relief Joachim und Anna. Der rechte Seitenaltar zeigt das Hochrelief Heilige Familie aus dem 20. Jahrhundert und seitlich die Reliefs der Heiligen Johannes der Täufer und Josef. Die Kanzel zeigt Reliefs der Vier Kirchenväter aus dem Anfang des 20. Jahrhunderts.
Das alte Hochaltarbild Hll. Ulrich und Laurentius vor Maria wurde von Josef Arnold um 1830 gemalt. Das Bild Pietà malte Peter Rauth im 19. Jahrhundert.
Die Orgel baute Albert Mauracher 1896.